# بيتر هوبر
بيتر هوبر (بالألمانية: Peter Huber) (و. 1954 – م) هو مؤرخ منطقة، وكاتب غير روائي، وأستاذ جامعي، من سويسرا، ولد في زيورخ.

## مناصب وهيئات
أدار جامعة بازل.